# Malafretaz
Malafretaz – miejscowość i gmina we Francji, w regionie Owernia-Rodan-Alpy, w departamencie Ain.

## Demografia
Według danych na styczeń 2012 roku gminę zamieszkiwały 1094 osoby, a gęstość zaludnienia wynosiła 119 osób/km².